# Tallulah Bankhead
Tallulah Brockman Bankhead (ur. 31 stycznia 1902 w Huntsville, zm. 12 grudnia 1968 w Nowym Jorku) – amerykańska aktorka filmowa, teatralna i telewizyjna.
Laureatka nagrody Stowarzyszenia Nowojorskich Krytyków Filmowych dla najlepszej aktorki za rolę Constance „Connie” Porter w dramacie wojennym Alfreda Hitchcocka Łódź ratunkowa (Lifeboat, 1944). 8 lutego 1960 otrzymała własną gwiazdę w Alei Gwiazd w Los Angeles znajdującą się przy 6141 Hollywood Boulevard.

## Życiorys
Urodziła się w Huntsville w stanie Alabama jako córka Adelaide Eugenii „Ady” Bankhead (z domu Sledge) i Williama Brockmana Bankheada. 
W wieku 15 lat przesłała swoje zdjęcie do „Picture Play” i wygrała konkurs piękności. Wkrótce wyjechała do Nowego Jorku. W 1918 trafiła na Broadway jako Gladys Sinclair w przedstawieniu Gospodarstwo gołębi, a także na ekran w trzech niemych dramatach – Kto kochał go najbardziej? (Who Loved Him Best?) w roli Nell, Kiedy mężczyźni zdradzają (When Men Betray) jako Alice Edwards i Trzydzieści na tydzień (Thirty a Week) w reżyserii Harry’ego Beaumonta u boku Toma Moore’a jako Barbara Wright. W 1923 wystąpiła po raz pierwszy na West Endzie. W ciągu następnych ośmiu lat wystąpiła w kilkunastu przedstawieniach wystawianych w Londynie, w tym They Knew What They Wanted Sidneya Howarda (1924) jako Amy.
Pojawiła się w wielu filmach fabularnych Paramount Pictures pomimo swojej niechęci do Hollywood, Zbrukana dama (Tarnished Lady, 1931) w reż. George’a Cukora jako Nancy Courtney czy Szatan zazdrości (Devil and the Deep, 1932) z udziałem takich gwiazd, jak Gary Cooper, Cary Grant czy Charles Laughton. Powróciła na ekran jako pracownica na stanowisku starszej hostessy w komedii muzycznej Franka Borzage Stage Door Canteen (1943).
W tragedii Williama Shakespeare’a Antoniusz i Kleopatra (1937) została obsadzona w broadwayowskiej roli Kleopatry. Za rolę Reginy Giddens w broadwayowskiej sztuce Lilian Hellman Lisie gniazdo (The Little Foxes, 1939) magazyn „Variety” uznał ją za najlepszą aktorkę roku. W 1961 była nominowana do nagrody Tony Award za rolę tytułową w sztuce Midgie Purvis. 
Do historii przeszedł sposób, w jaki wymawiała frazę „Hello, Dahling”.
Bankhead była biseksualistką. Przypisywano jej romanse z Gretą Garbo, Joan Crawford i Billie Holiday.
Zmarła 12 grudnia 1968 na zapalenie płuc.